# Setter

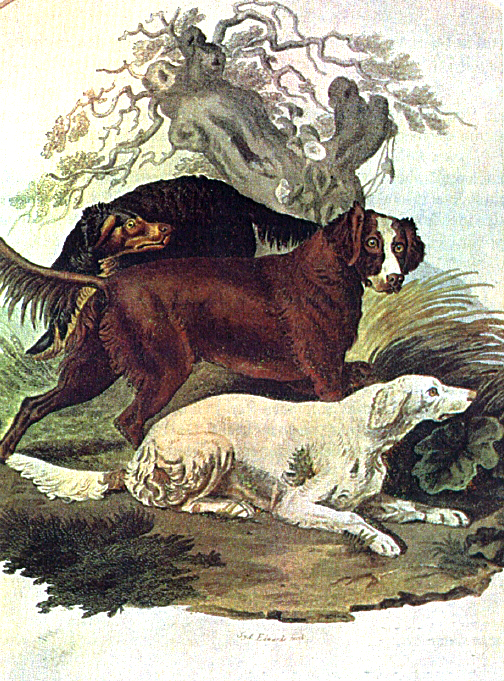
Antigos cães Setter, por Sydenham Edwards

Setter é um termo que denomina uma categoria específica de raças de cães de caça, e classificada como parte do grupo gun dog. Cães desse tipo, quando funcionais, são mais utilizados para a caça de aves, tais como codorna, faisão e perdiz. Existem várias raças de cães do tipo setter.
Na Inglaterra e Irlanda, somadas, existem quatro raças do tipo setter, que juntamente com os cães de aponte, geralmente formam um subgrupo dentro do grupo gun dog, já que compartilham uma função comum. No entanto, cada raça do tipo setter tem diferenças sutis na cabeça, ossatura e massa corpórea.

## Nome
As raças do tipo setter, obtêm esse nome por conta da posição distinta que fazem ao localizar a presa pelo olfato; diferentemente dos cães de aponte que se posicionam "congelados" de pé em três apoios apontando a direção, os do tipo setter "congelam" abaixados, agachados ou "set" em inglês, ao encontrar sua presa, portanto sendo chamados de setters ou "agachadores", traduzindo livremente.

## Função

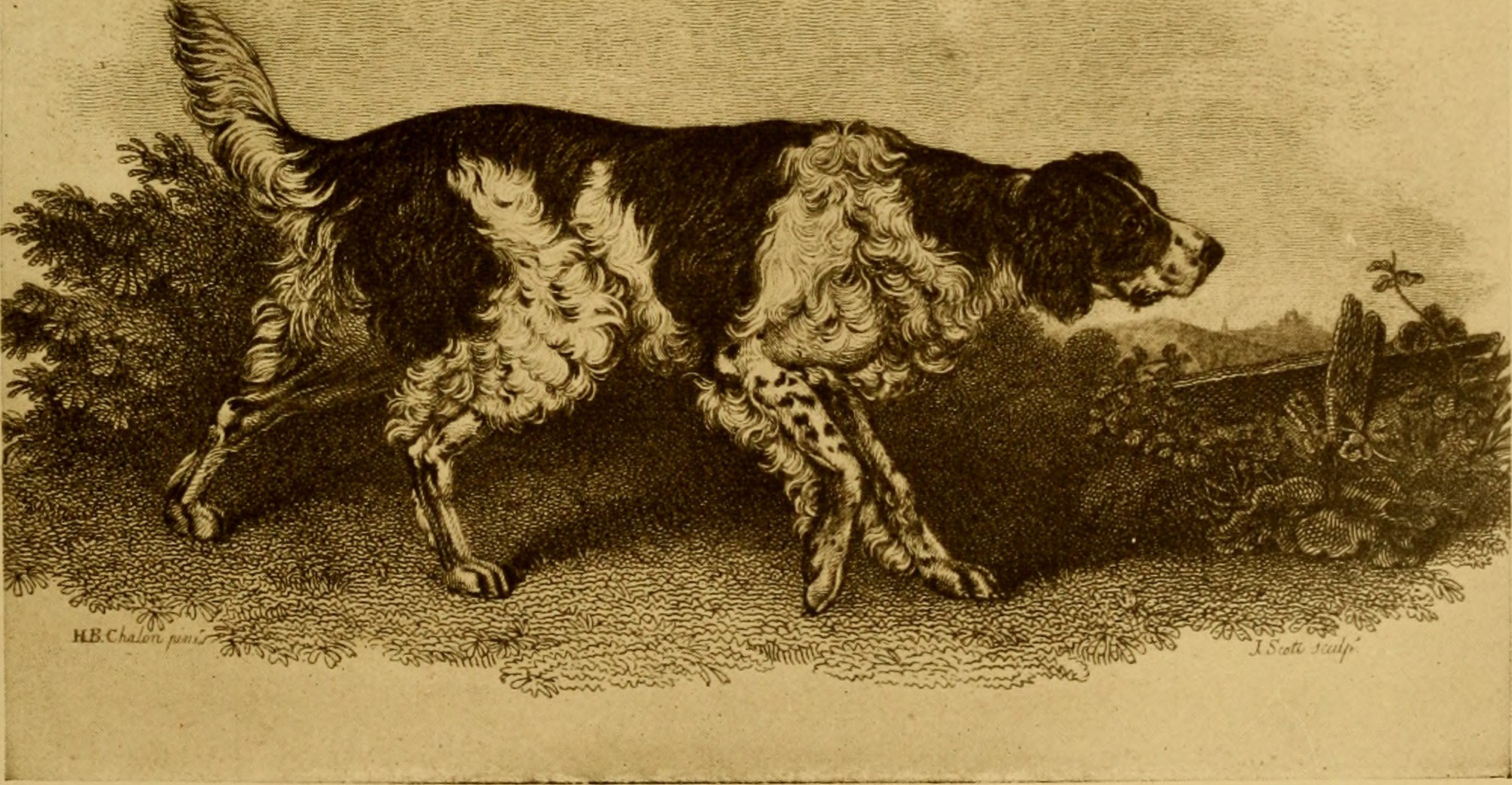
Cão do tipo setter, caçando

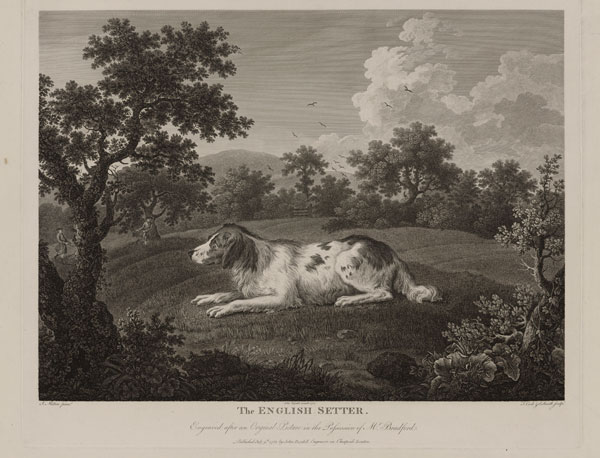
Cão do tipo setter, caçando

Um setter busca silenciosamente pelo "game"(a caça, ou presa) através do cheiro; a caça é feita sistematicamente e metodicamente. Quando a presa é encontrada, o cão "congela" agachado ao invés de perseguir a caça. Uma vez que o cão tenha indicado onde as aves estão ele fica parado agachado, apoiado nos quatro membros rente ao solo, e as aves então debandam para que as armas possam ser disparadas. Antigamente, antes que armas fossem usadas, uma rede seria lançada para prender as aves.
O odor das aves fica no ar, e para sentir o rastro um setter eleva sua cabeça e nunca deve farejar o solo. A maioria dos setters nascem com uma tendência natural para a caça. Cães que mostram entusiasmo e interesse em aves são descritos como sendo "birdy" (do inglês bird, "ave"), e os treinadores procuram por filhotes que mostram esse traço particular. O treinamento normalmente é feito com codorna, preferencialmente, ou com pombos domésticos.

## Origem
Acredita-se que os primeiros cães do tipo setter tenham sido desenvolvidos desde o século XV no Reino Unido. E considera-se que foram inicialmente de origem espanhola, relacionados à antigos cães do tipo spaniel, importados para a França e Inglaterra.

## Raças
Raças da categoria setter:

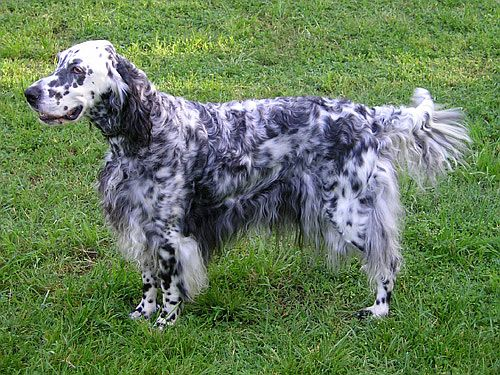
Setter Inglês
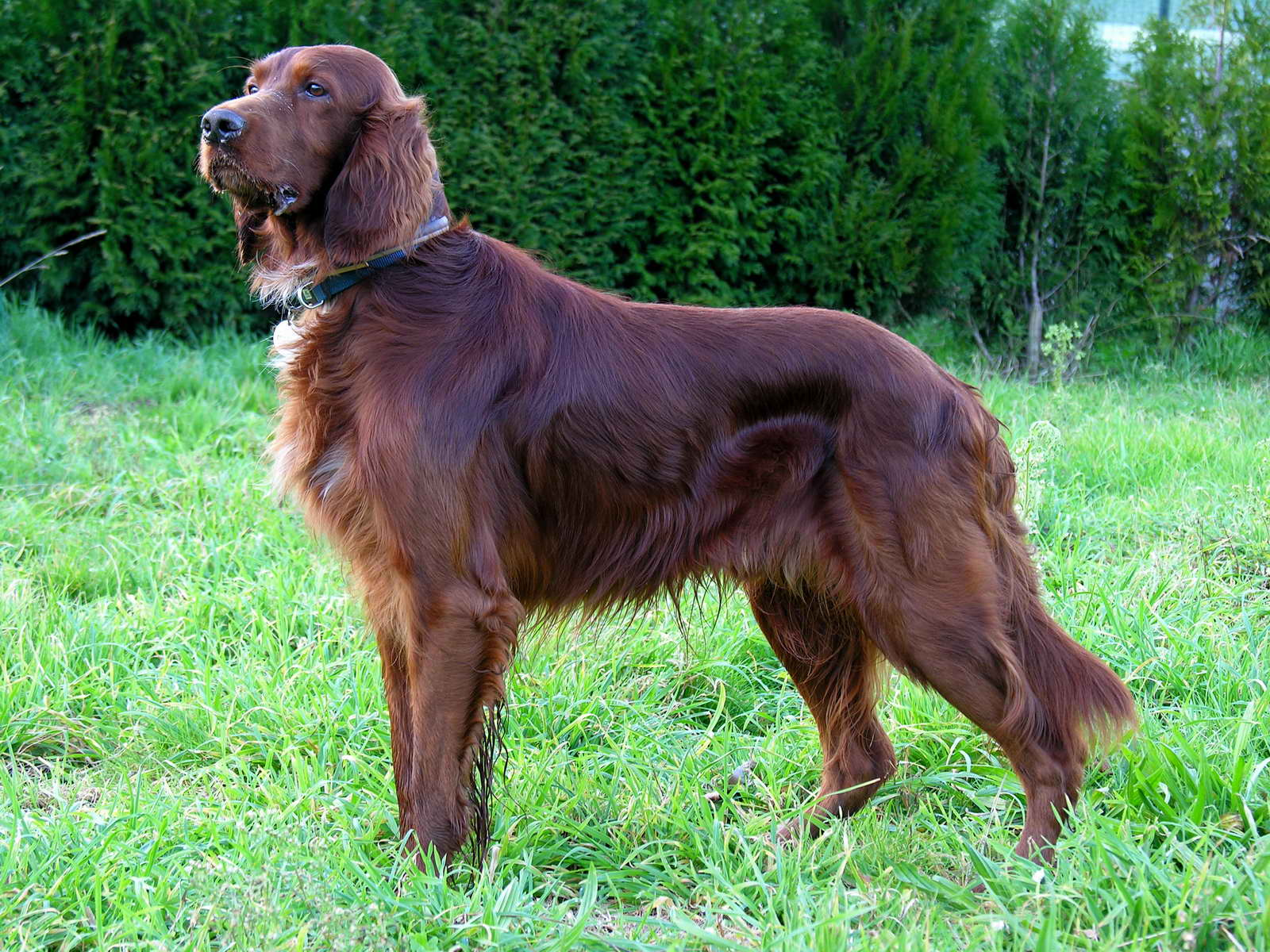
Setter Irlandês
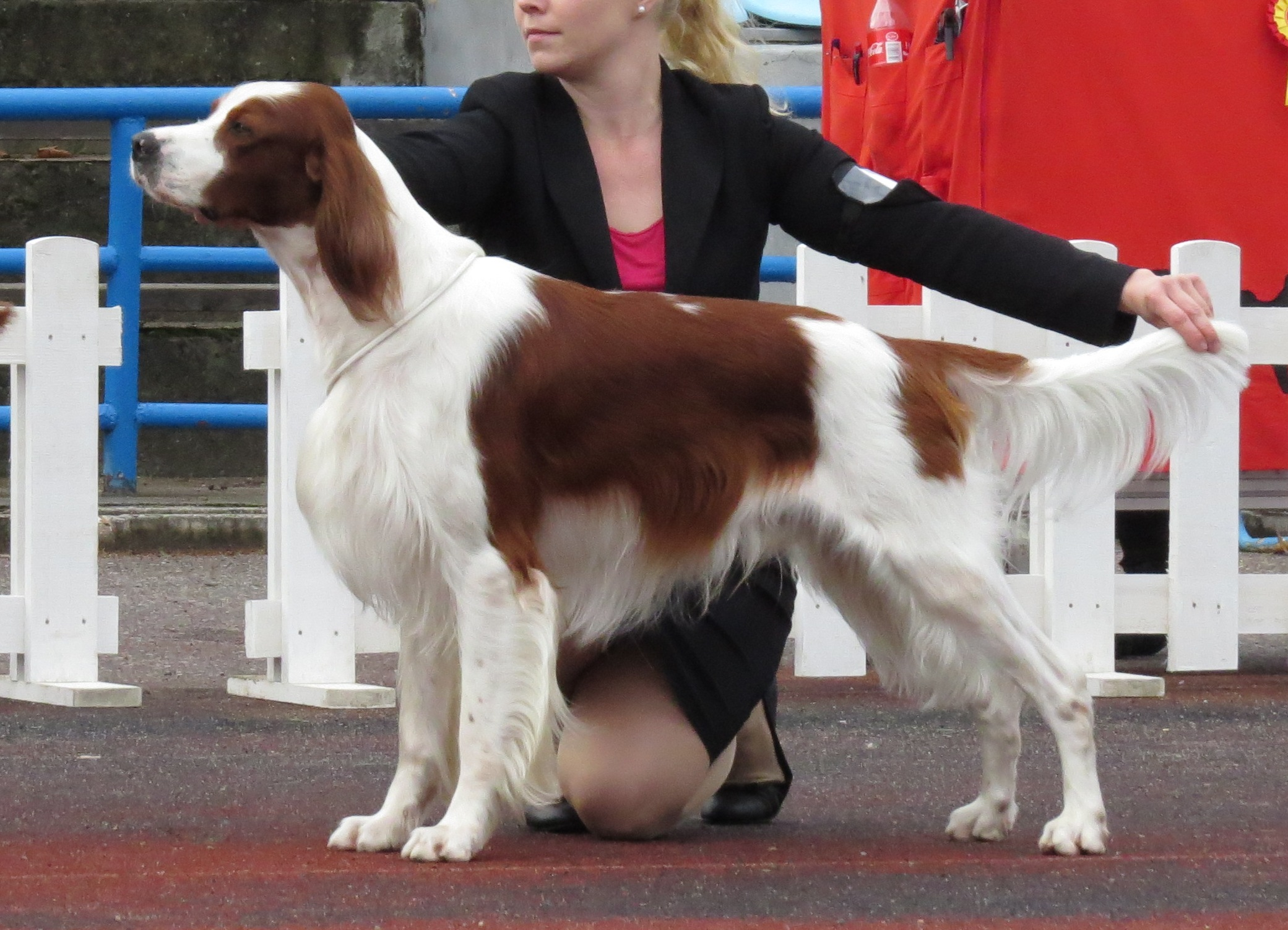
Setter irlandês ruivo e branco
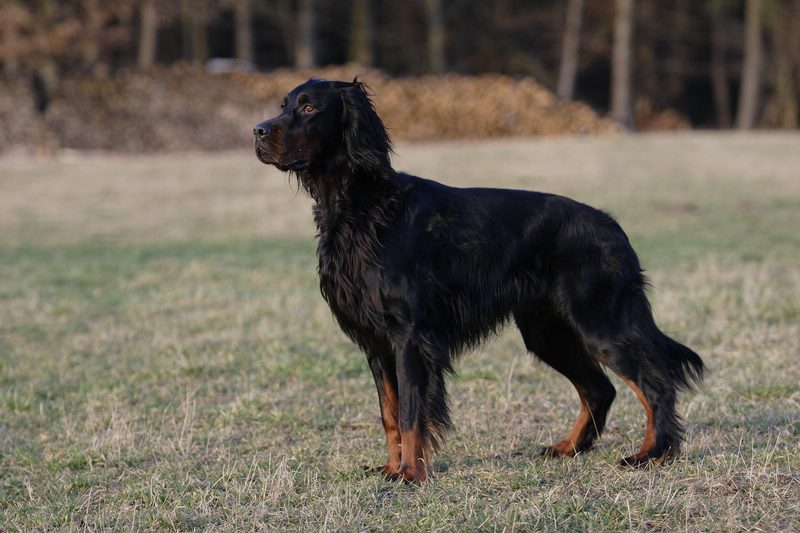
Gordon Setter